# 타이 비버리지
타이 비버리지(영어: Thai Beverage, 태국어: ไทยเบฟ)는 태국의 주류 업체이다. 태국을 비롯하여 전 세계에 판매하고 있다. 태국 증권거래소(SET)에 상장을 하려고 했지만, 알코올 소비의 금지를 종교적 신조로 하는 태국의 승려 등이 반대하여, 2006년에 싱가포르 증권 거래소(SGX)에 상장했다. 맥주 브랜드 창으로 가장 잘 알려져 있다.

## 같이 보기
- 중국계 태국인